# MRPL39
MRPL39 (англ. Mitochondrial ribosomal protein L39) – білок, який кодується однойменним геном, розташованим у людей на короткому плечі 21-ї хромосоми. Довжина поліпептидного ланцюга білка становить 338 амінокислот, а молекулярна маса — 38 712.
| 10         |  | 20         |  | 30         |  | 40         |  | 50         |
| ---------- |  | ---------- |  | ---------- |  | ---------- |  | ---------- |
| MEALAMGSRA |  | LRLWLVAPGG |  | GIKWRFIATS |  | SASQLSPTEL |  | TEMRNDLFNK |
| EKARQLSLTP |  | RTEKIEVKHV |  | GKTDPGTVFV |  | MNKNISTPYS |  | CAMHLSEWYC |
| RKSILALVDG |  | QPWDMYKPLT |  | KSCEIKFLTF |  | KDCDPGEVNK |  | AYWRSCAMMM |
| GCVIERAFKD |  | EYMVNLVRAP |  | EVPVISGAFC |  | YDVVLDSKLD |  | EWMPTKENLR |
| SFTKDAHALI |  | YKDLPFETLE |  | VEAKVALEIF |  | QHSKYKVDFI |  | EEKASQNPER |
| IVKLHRIGDF |  | IDVSEGPLIP |  | RTSICFQYEV |  | SAVHNLQPTQ |  | PSLIRRFQGV |
| SLPVHLRAHF |  | TIWDKLLERS |  | RKMVTEDQSK |  | ATEECTST   |  |            |

A: Аланін

C: Цистеїн

D: Аспарагінова кислота

E: Глутамінова кислота

F: Фенілаланін

G: Гліцин

H: Гістидин

I: Ізолейцин

K: Лізин

L: Лейцин

M: Метіонін

N: Аспарагін

P: Пролін

Q: Глутамін

R: Аргінін

S: Серин

T: Треонін

V: Валін

W: Триптофан

Кодований геном білок за функціями належить до рибонуклеопротеїнів, рибосомних білків. 
Задіяний у таких біологічних процесах, як ацетилювання, альтернативний сплайсинг. 
Локалізований у мітохондрії.